# Szulóc
Szulóc (szlovákul Súlovce) község Szlovákiában, a Nyitrai kerület Nagytapolcsányi járásában.

## Fekvése
Nagytapolcsánytól 14 km-re délre fekszik.

## Története
A települést 1244-ben "Dubnice" néven említik először, a nyitrai váruradalom része volt. 1261-ben "Dubnicze", 1312-ben "Zuloch", 1326-ban "Zoloch cum terris Podlusan, Carab et Dubnicha", 1406-ban "Dwbnicza a. n. Zwlocz" alakban szerepel a korabeli forrásokban. 1256-ban és 1262-ben a nyitrai káptalan faluja volt. 1715-ben 74 háza és 276 lakosa volt. 1828-ban 60 házában 414 lakos élt, akik mezőgazdasággal és szőlőtermesztéssel foglalkoztak. Később idénymunkákat is vállaltak.
Vályi András szerint " SZULÓCZ. Szulovcze. Tót falu nyitra Várm. földes Ura a’ Nyitrai Káptalanbéli Uraság, lakosai katolikusok, fekszik Kis Aponyhoz közel, és annak filiája; határja jó, javai többfélék."
Fényes Elek szerint " Szulocz, tót falu, Nyitra vmegyében, K. Apony filiálisa: 409 kath., 6 evang. lak. F. u. gr. Apponyi József."
Nyitra vármegye monográfiája szerint "Szulócz, nyitravölgyi tót község, Apponytól keletre, 512, túlnyomó számban r. kath. vallásu lakossal. Posta és táviró Appony, vasúti állomása Szomorfalu. E község a régi okmányokban következetesen két név alatt, mint ugyanaz a hely szerepel. A XIII. században „Dubnicze”, a XIV. században pedig felváltva hol „Dubnicze”, hol pedig „Zulócz” néven említtetik, mint nyitrai várbirtok. A nyitrai székes káptalannak itt nagyobb kiterjedésü birtoka van."
A trianoni békeszerződésig Nyitra vármegye Nagytapolcsányi járásához tartozott.

## Népessége
| Év:            | 1994. | 2004.   | 2014.   | 2024.    |
| -------------- | ----- | ------- | ------- | -------- |
| Emberek száma: | 502   | 502     | 479     | 541      |
| Eltérés:       |       | +1,42 % | -4,58 % | +12,94 % |

| Év:            | 2023. | 2024.   |
| -------------- | ----- | ------- |
| Emberek száma: | 537   | 541     |
| Eltérés:       |       | +0,74 % |

1910-ben 605 lakosából 580 szlovák és 10 magyar anyanyelvű volt.
2001-ben 504 lakosából 502 szlovák volt.
2011-ben 482 lakosából 479 szlovák volt.

## Nevezetességei
- Kápolnája a 19. század elején épült.
- Kálváriája a 18. század végén készült.

## Külső hivatkozások
- E-obce.sk Archiválva 2008. december 16-i dátummal a Wayback Machine-ben
- Községinfó
- Szulóc Szlovákia térképén